# Угрюмов Лев Михайлович
Лев Михайлович Угрюмов (8 січня 1928, тепер Російська Федерація — ?) — український радянський партійний діяч. Депутат Верховної Ради УРСР 11-го скликання.

## Біографія
Член КПРС з 1952 року.
Закінчив Військовий інститут іноземних мов, Військову артилерійську академію імені Калініна.
До 1980 року служив у лавах Радянської армії, полковник.
У 1980—1981 роках — інженер-дослідник в Інституті надтвердих матеріалів Академії наук Української РСР.
У 1981—1989 роках — помічник 1-го секретаря ЦК Компартії України Володимира Щербицького по цивільній обороні.
Потім — на пенсії в місті Києві.